# Resistenza di Van
La Resistenza di Van (in armeno Վանի Հերոսամարտ) fu una rivolta della popolazione armena di Van contro il tentativo delle forze militari dell'Impero ottomano di eliminare la popolazione armena nella regione di Van. La rivolta fu uno dei pochi casi in cui gli armeni presero direttamente le armi contro le forze armate ottomane durante il genocidio armeno del 1915.
I combattimenti si protrassero dal 19 aprile al 4 maggio 1915, quando l'esercito ottomano si ritirò nel momento in cui le forze russe stavano per raggiungere Van.